# 아이비 리그

아이비 리그 지도

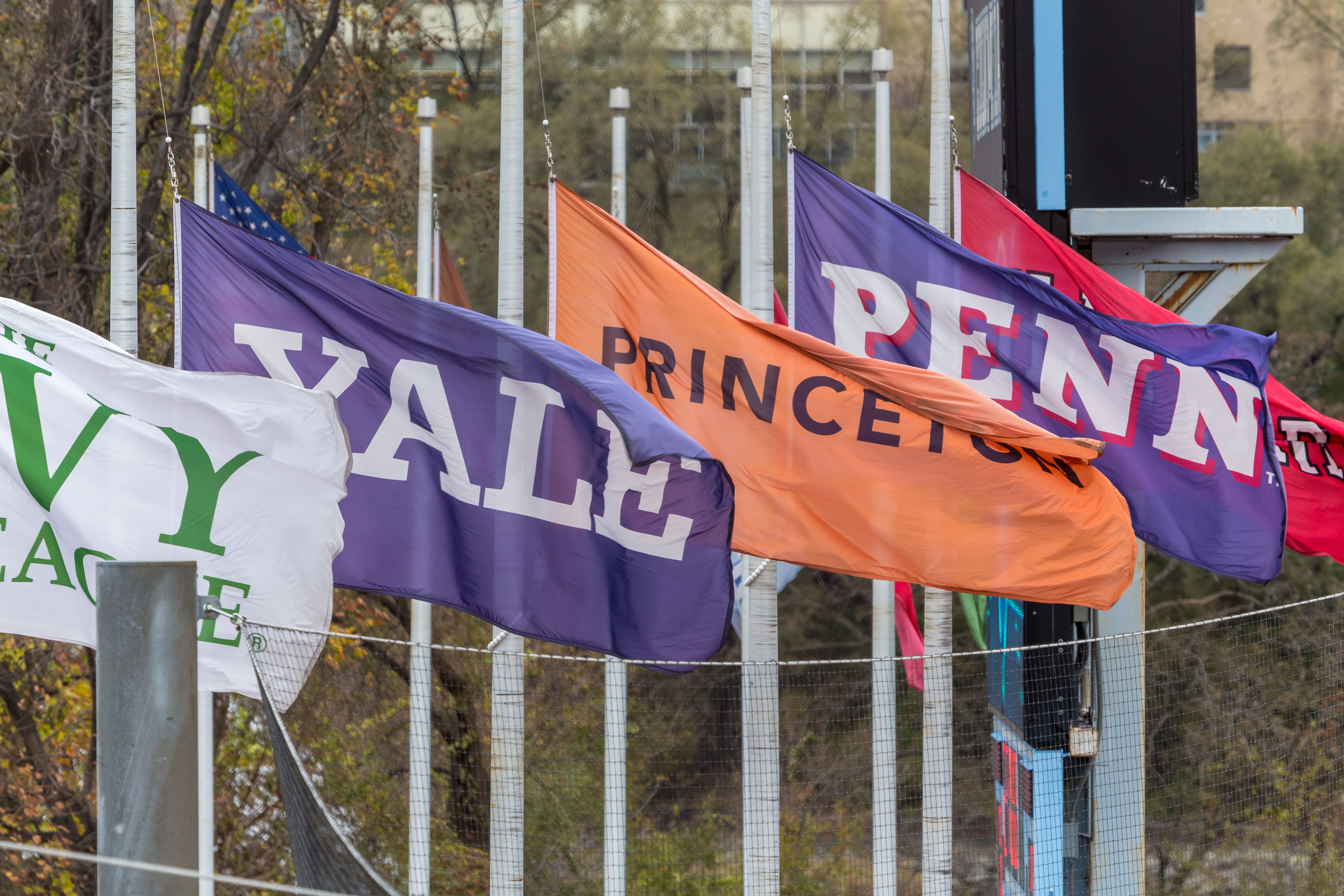
8명의 아이비리그 회원들의 깃발이 맨하탄에 있는 컬럼비아 대학의 빈 경기장 위에 휘날리고 있다.

아이비 리그(영어: Ivy League)라는 명칭은 본래 미국 북동부에 위치한 8개 명문 대학을 지칭한다. 이 연맹의 이름은 이에 속하는 사립 명문 대학들의 학업적 명성이 최고치에 다다름에 따라 이들을 통틀어 가리키는 용어가 되었다. 이 8개 명문 대학에는 하버드, 예일, 프린스턴, 펜실베이니아, 컬럼비아, 코넬, 다트머스, 브라운 대학교가 포함된다. "아이비 리그"라는 용어는 학문적 우수성, 까다로운 입학 조건, 사회 엘리트이론으로 함축된다. 아이비 리그는 "아주 오래된 8개 대학"("Ancient Eight")이라는 또 다른 애칭으로 부르기도 한다.
이 용어는 1954년 NCAA 디비전 1 운동 경기 연맹의 설립 이후에 공식화되었다. 이 용어는 더 이상 운동 경기에만 국한되지 않으며 현재는 미국의 가장 오래된 학교들에 속하는 교육 철학을 대표한다.

## 구성 대학
구성 대학은 다음과 같다.
| 학교         | 위치                                 | 닉네임  | 학부 학생 수 | 대학원 학생 수 | 총 학생 수 | 교직원 수 | 개교 연도 | 표어 |
| ------------ | ------------------------------------ | ------- | ------------ | -------------- | ---------- | --------- | --------- | --- |
| 브라운       | 로드아일랜드주 프로비던스            | 곰      | 6,316        | 2,333          | 8,649      | 736       | 1764      | In Deo Speramus 우리는 하나님 안에 소망한다 |
| 컬럼비아     | 뉴욕주 뉴욕 시                       | 사자    | 7,160        | 15,760         | 22,920     | 3,763     | 1754      | In lumine Tuo videbimus lumen 주님의 빛 안에서 우리가 빛을 보리이다 |
| 코넬         | 뉴욕주 톰킨스군 이타카               | 빅 레드 | 13,931       | 6,702          | 20,633     | 2,908     | 1865      | "I would found an institution where any person can find instruction in any study." 나는 모든 사람들이 모든 학문 분야에서 공부할 수 있는 학교를 세울 것이다 (설립자 Ezra Cornell, 1865) |
| 다트머스     | 뉴햄프셔주 그래프턴군 해노버         | 빅 그린 | 4,248        | 1,893          | 6,141      | 571       | 1769      | Vox clamantis in deserto 광야에서 외치는 이의 소리가 있다 |
| 하버드       | 미들섹스군 (매사추세츠주) 케임브리지 | 크림슨  | 23,123       | 14,044         | 37,167     | 4,671     | 1636      | Veritas 진리 |
| 프린스턴     | 머서군 (뉴저지주) 프린스턴           | 호랑이  | 5,113        | 2,479          | 7,592      | 1,172     | 1746      | Dei sub numine viget 하느님의 전능 아래 번성할지라 |
| 펜실베이니아 | 펜실베이니아주 필라델피아            | 퀘이커  | 10,337       | 10,306         | 20,643     | 4,464     | 1740      | Leges sine moribus vanae 도덕성이 배제된 법은 쓸모 없다 |
| 예일         | 코네티컷주 뉴헤이븐군 뉴헤이븐       | 불독    | 5,275        | 6,391          | 11,666     | 4,140     | 1701      | אורים ותמים Lux et veritas 빛과 진리 |

## 갤러리

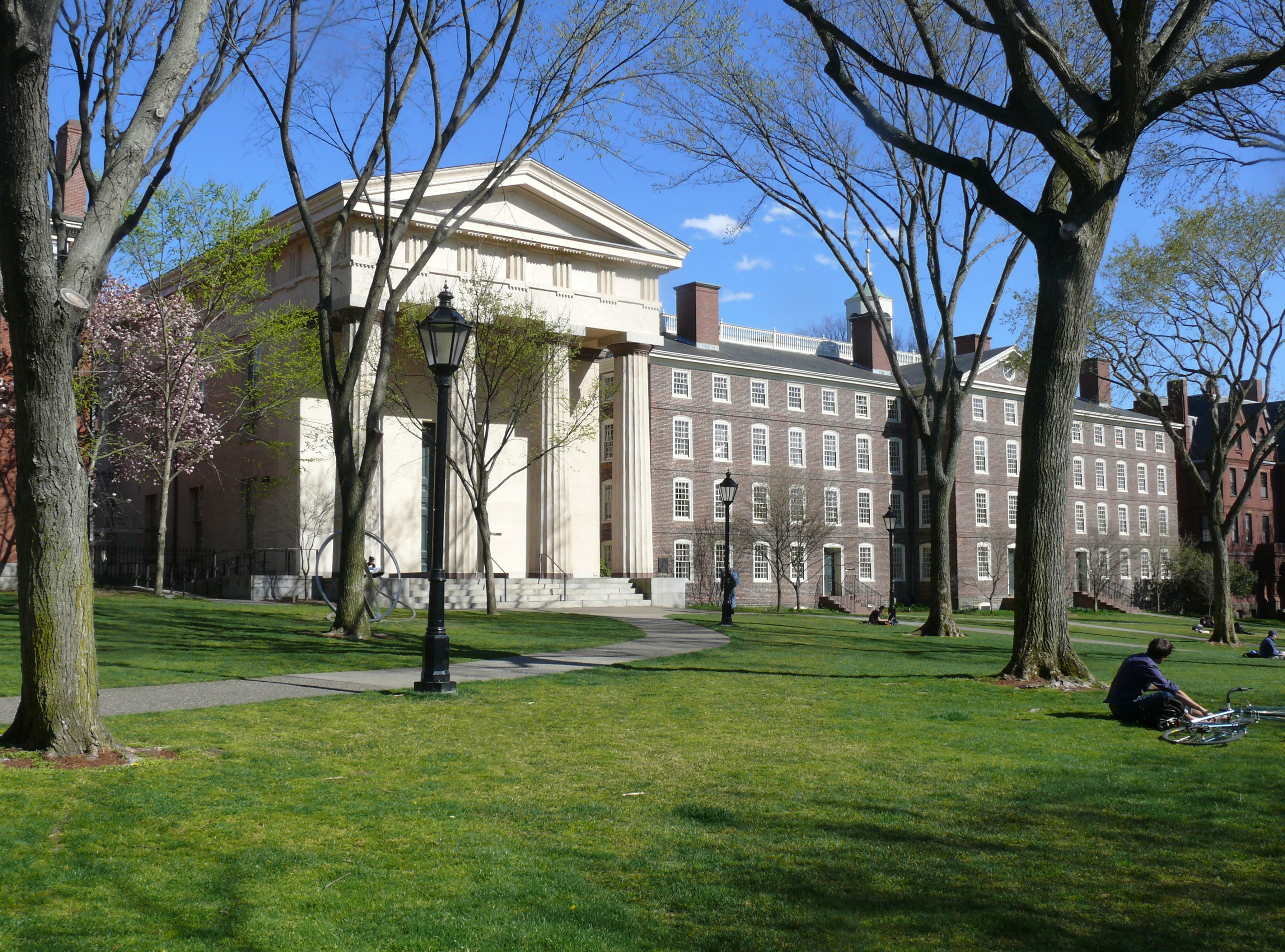
브라운 대학교
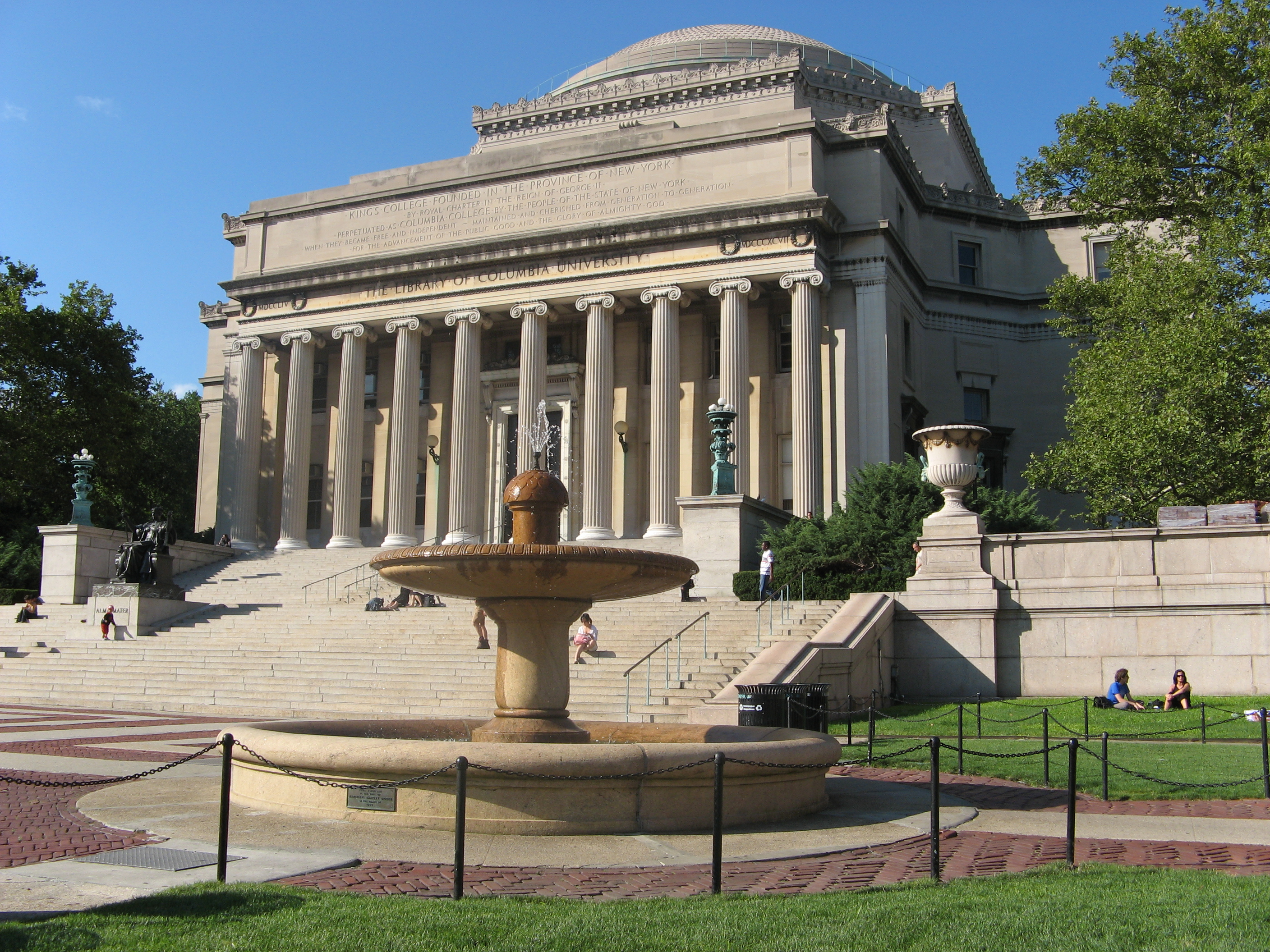
컬럼비아 대학교
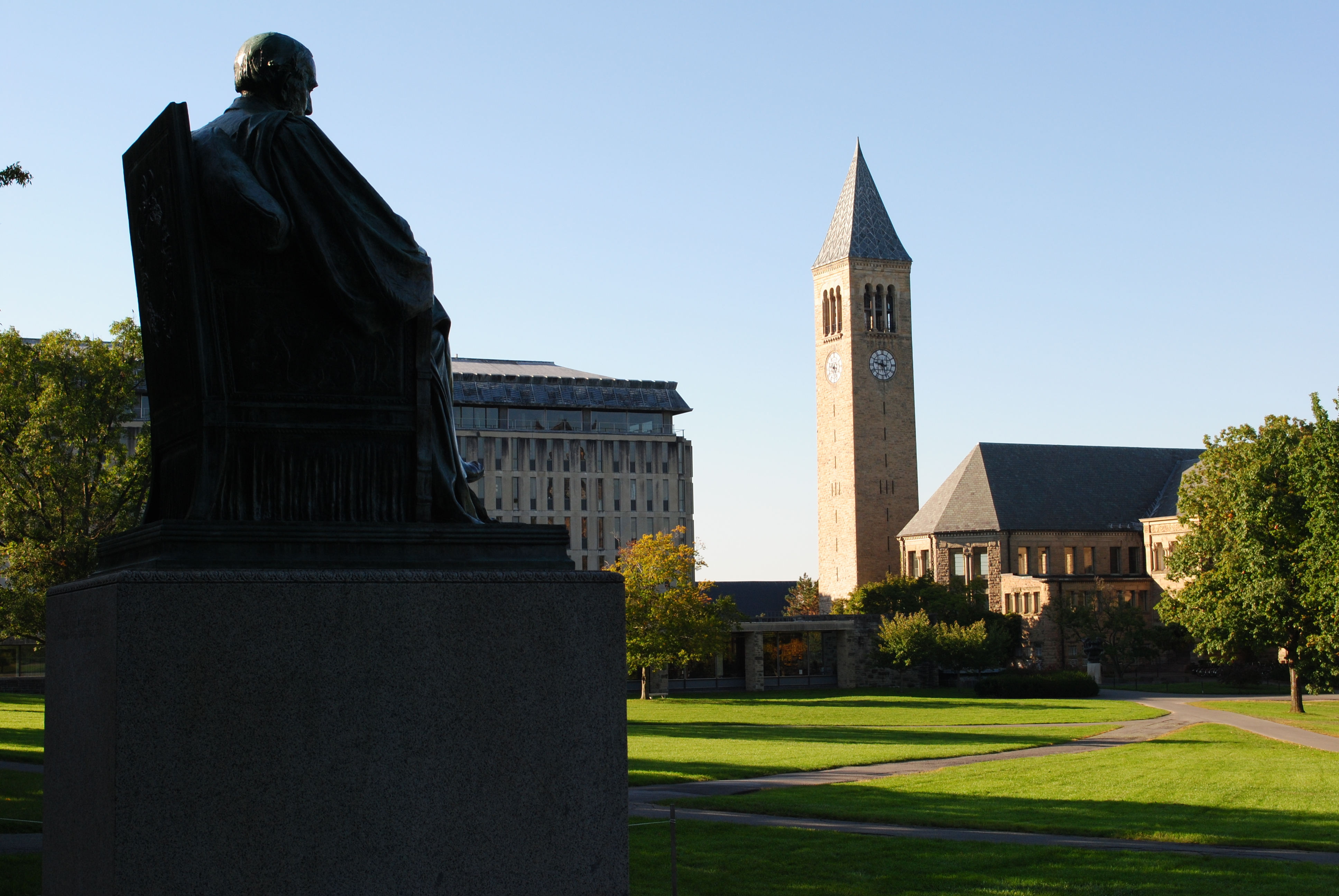
코넬 대학교
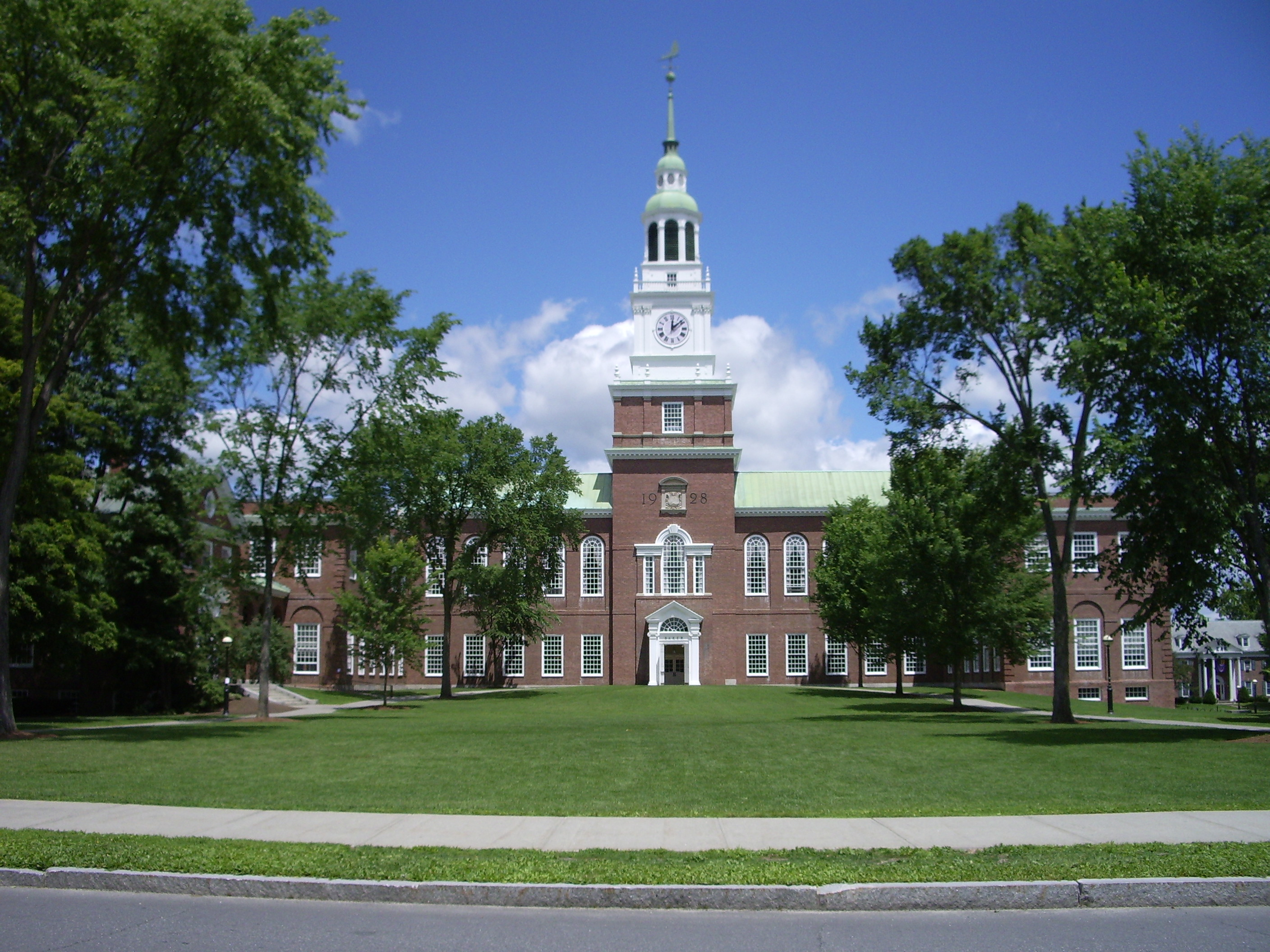
다트머스 대학교
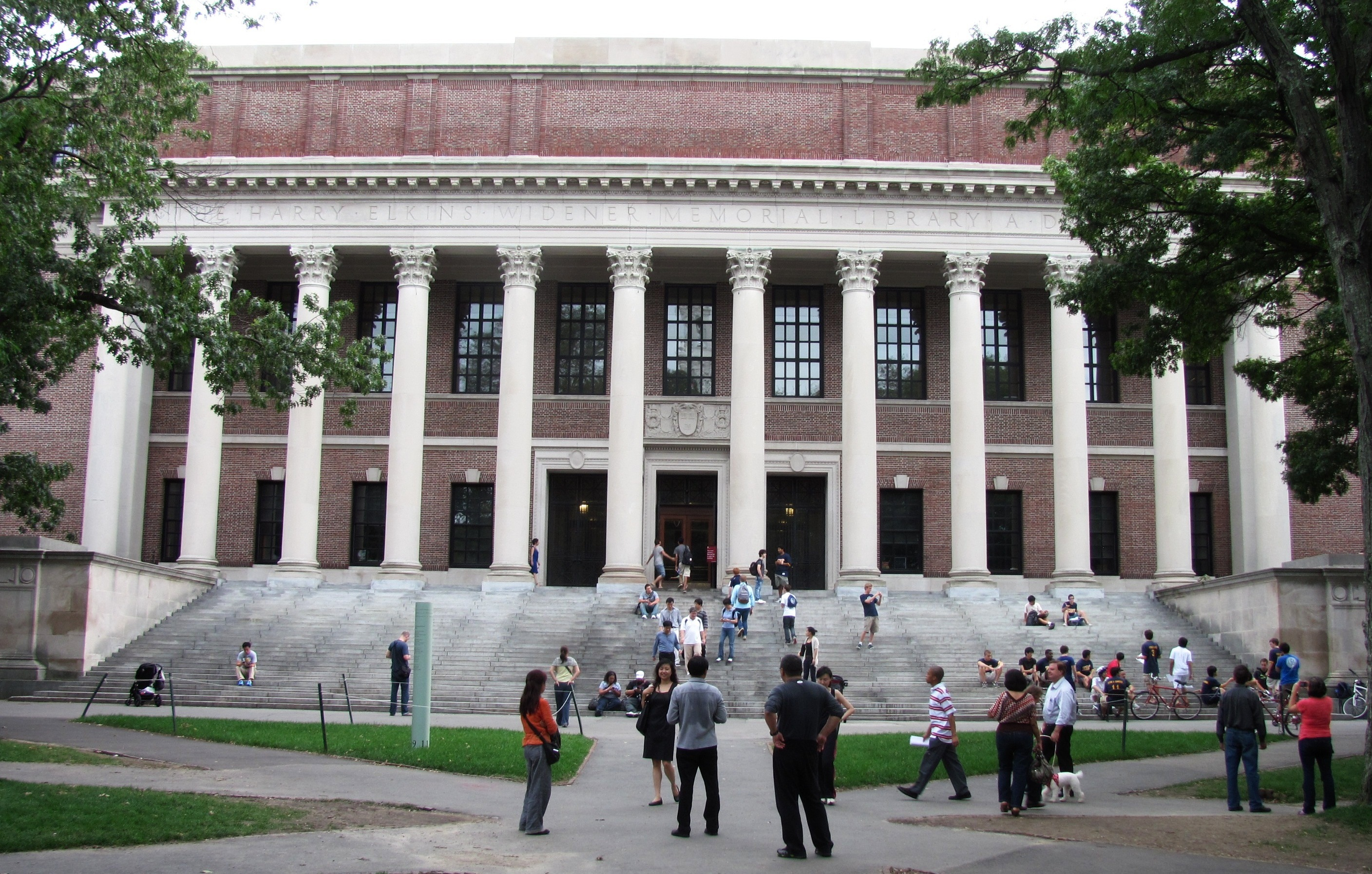
하버드 대학교
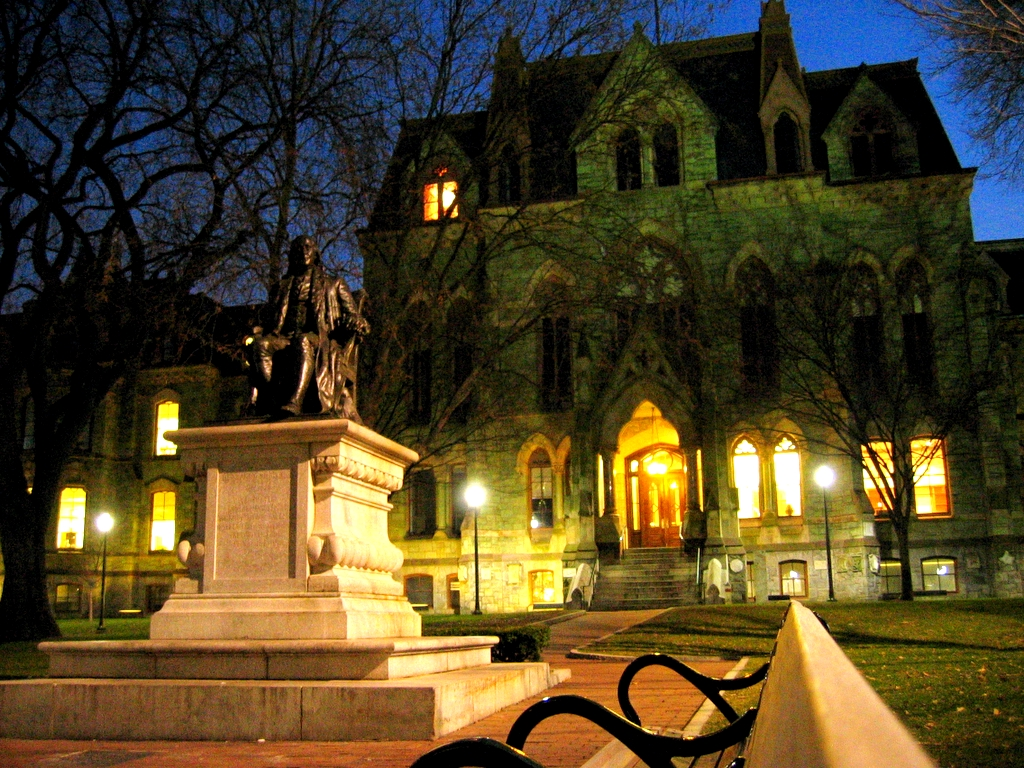
펜실베이니아 대학교
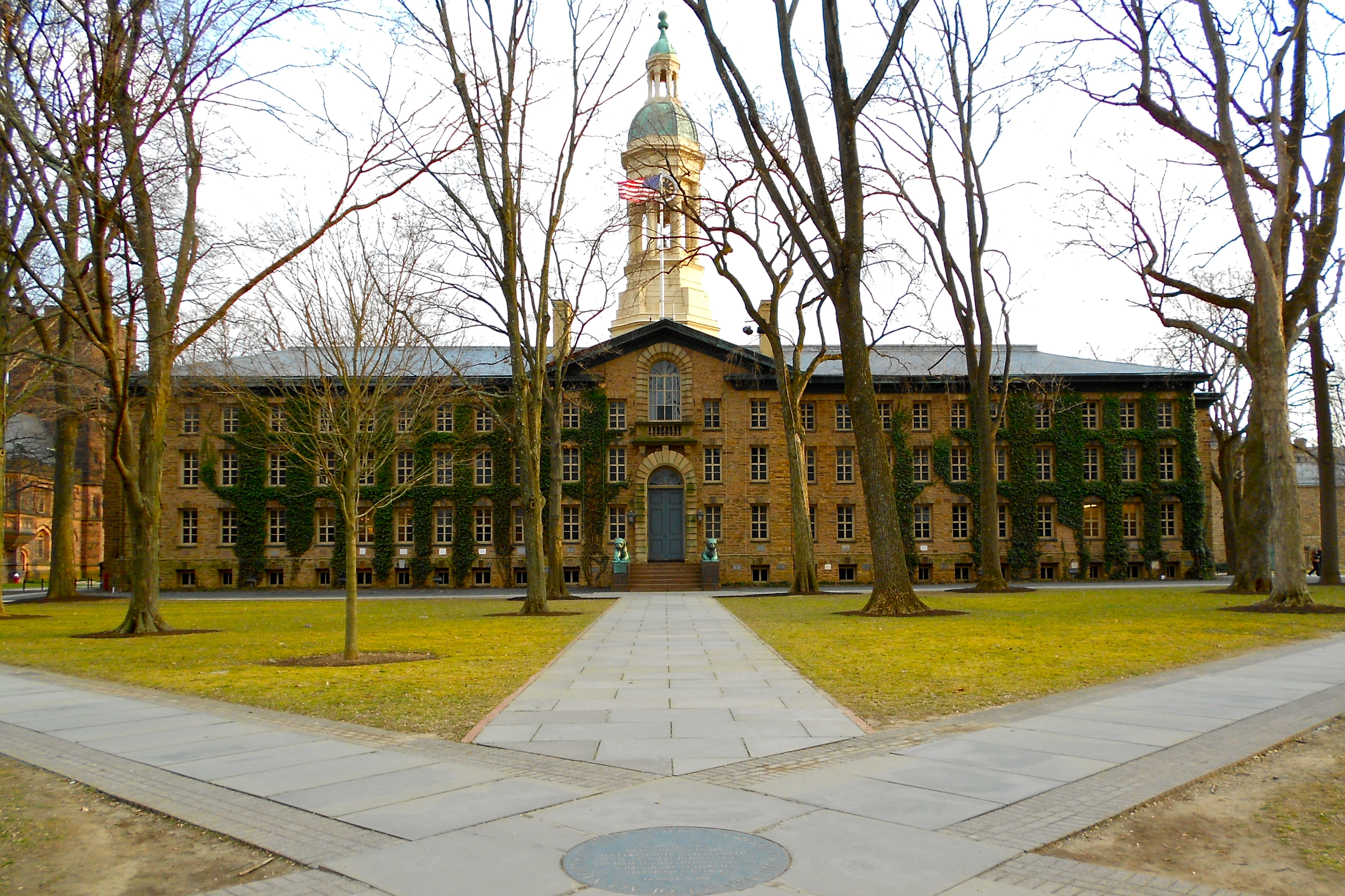
프린스턴 대학교
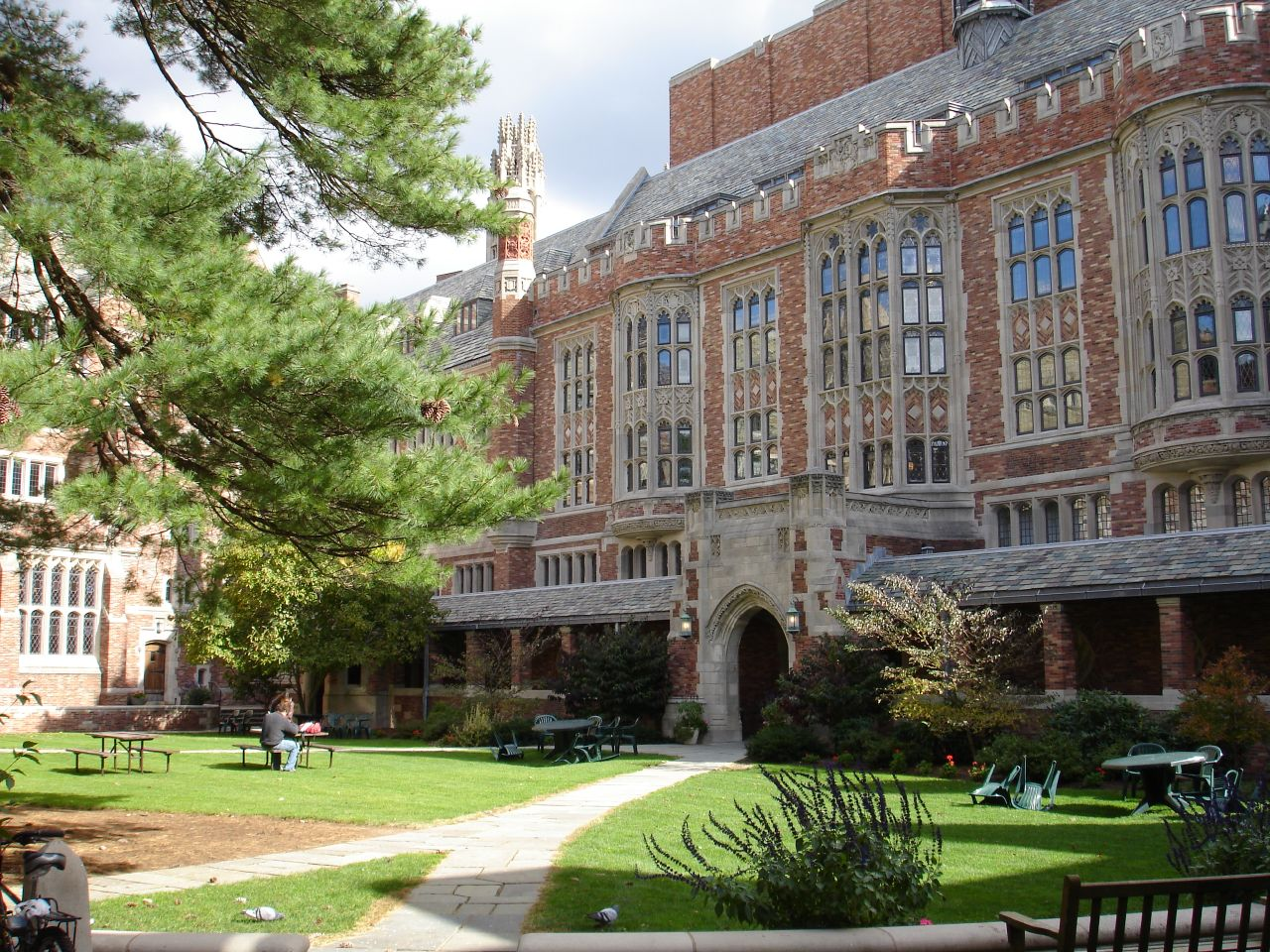
예일 대학교

## 같이 보기
- 퍼블릭 아이비
- 옥스브리지
- 스카이
- 도쿄 6대학
- 소케이
- MARCH
- 간칸도리쓰